# Anthophyllit
Anthophyllit ist ein eher selten vorkommendes Mineral aus der Gruppe der orthorhombischen Amphibole innerhalb der Mineralklasse der „Silikate und Germanate“ mit der 2012 neu definierten und idealisierten chemischen Zusammensetzung ☐Mg2Mg5Si8O22(OH)2. Anthophyllit ist damit chemisch gesehen ein Magnesium-Silikat mit zusätzlichen Hydroxidionen. Das Quadrat am Beginn der Formel stellt einen nicht vollständig besetzten Strukturplatz dar. Der Kristallstruktur nach gehört Anthophyllit zu den Kettensilikaten.
Bei natürlichen Anthophylliten kann das Magnesium in der Formel bis zu 40 Atom-% durch Eisen vertreten (substituiert) sein. In verschiedenen Quellen wird daher eine Mischformel in der allgemeinen Form (Mg,Fe2+)2(Mg,Fe2+)5Si8O22(OH)2 oder der Kristallchemischen Strukturformel (Mg,Fe2+)7[OH|Si4O11]2 angegeben.
Anthophyllit kristallisiert im Orthorhombischen Kristallsystem und entwickelt meist körnige, faserige und radialstrahlige Aggregate. Selten finden sich auch langprismatische Kristalle von bis zu 25 cm Länge in verschiedenen Farben, wobei Braun vorherrschend ist. Andere Farben wie Grau-, Gelb- oder Grüntöne sind eingemischt, treten aber auch für sich auf. Unverletzte Kristalloberflächen weisen einen glasähnlichen Glanz auf, Spaltflächen schimmern dagegen eher perlmuttähnlich. Bei Verwitterung wird Anthophyllit matt.

## Etymologie und Geschichte

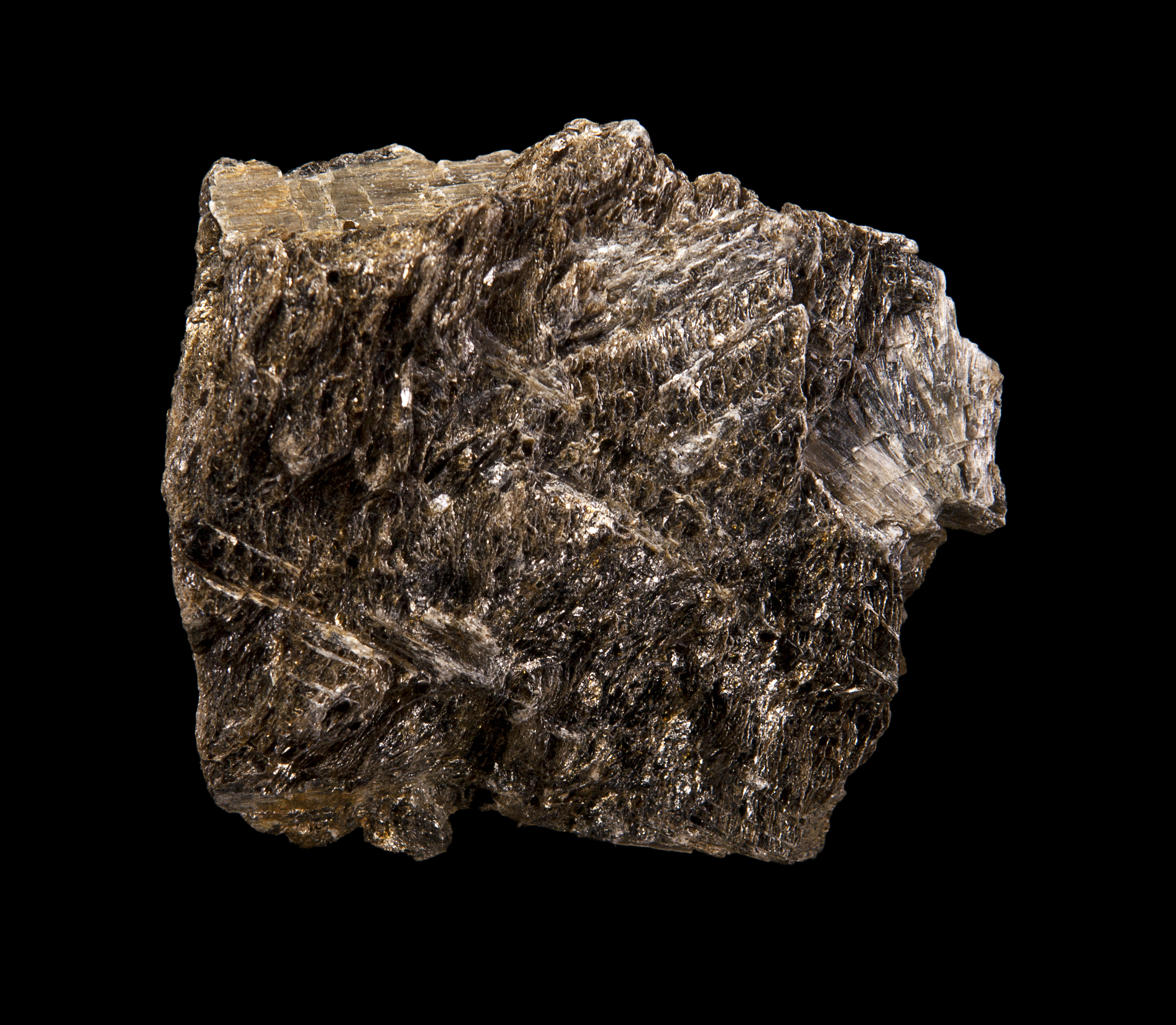
Nelkenbrauner Anthophyllit aus Kopparberg, Västmanland, Schweden (Größe 47 mm × 43 mm × 30 mm)

Erstmals beschrieben wurde Anthophyllit 1801 durch Christian Friedrich Schumacher, dem als Fundort nur die Gegend um Kongsberg in Norwegen bekannt war. Namensgebend waren für Schumacher wegen ihrer dunkelbraunen Farbe die Früchte der Gewürznelke, auch Mutternelke genannt, deren lateinischer Name Anthophylli lautet. Dieser Name leitet sich wiederum aus altgriechisch ἄνθος ánthos, deutsch ‚Blüte, Blume‘, und φύλλον phýllon, deutsch ‚Blatt‘ her.
In den folgenden Jahren wurden verschiedene Synonyme für den Anthophyllit verwendet wie unter anderem Anthogrammit (1820) und Antholith (1830) nach August Breithaupt, prismatischer Schillerspat (1821) nach Robert Jameson, Anthophyllite rayonne (1822) nach René-Just Haüy, Gedrit (1836) nach Armand Dufrénoy und Kupfferit (1862) nach Hans Rudolph Hermann. 1837 gab James Dwight Dana dem Mineral zudem die Bezeichnung augitus phyllinus, verwarf diese jedoch 1850 in der dritten Ausgabe seines Werkes System of Mineralogy und führte Gedrit und Anthophyllit als Varietäten der Hornblende auf.
Anthophyllit war bereits lange vor der Gründung der International Mineralogical Association (IMA) bekannt und als eigenständige Mineralart anerkannt. Damit hätte Anthophyllit theoretisch den Status eines grandfathered Mineral. In dem 2012 von Vertretern der Commission on new Minerals, Nomenclature and Classification (CNMNC) der International Mineralogical Association (IMA) publizierten Werk Nomenclature of the amphibole supergroup (deutsch Nomenklatur der Amphibol-Supergruppe) wurden die Gruppen der verschiedenen Amphibole neu definiert und eingeteilt. Anthophyllit erhielt als eines der Endglieder der orthorhombischen Magnesium-Eisen-Mangan-Amphibole die Endgliedformel ☐Mg2Mg5Si8O22(OH)2. Da dies automatisch eine nachträgliche Ankerkennung für den Anthophyllit bedeutete, wird das Mineral seitdem in der „Liste der Minerale und Mineralnamen“ der IMA unter der Summenanerkennung „2012 s.p.“ (special procedure) geführt.
Als genaue Typlokalität gilt inzwischen ein kleiner Steinbruch (Anthophyllit-Prospektion) beziehungsweise die Abraumhalden einer alten Silbermine nahe dem Kjennerud-See, der zur Kommune Kongsberg in der norwegischen Provinz Buskerud gehört. Ein Aufbewahrungsort für das Typmaterial des Minerals ist allerdings nicht dokumentiert.

## Klassifikation
Bereits in der veralteten 8. Auflage der Mineralsystematik nach Strunz gehörte der Anthophyllit zur Klasse der „Silikate“ und dort zur Abteilung der „Kettensilikate und Bandsilikate (Inosilikate)“ (mit Doppel-Zweierketten (Bändern) [Si4O11]6−), wo er zusammen mit Ferro-Gedrit, Gedrit und Holmquistit die zu den Orthoamphibolen gehörende „Anthophyllit-Reihe“ mit der Systemnummer VIII/D.06 innerhalb der Amphibol-Familie bildete.
In der zuletzt 2018 überarbeiteten Lapis-Systematik nach Stefan Weiß, die formal auf der alten Systematik von Karl Hugo Strunz in der 8. Auflage basiert, erhielt das Mineral die System- und Mineralnummer VIII/F.12-060. Dies entspricht ebenfalls der Abteilung „Ketten- und Bandsilikate“, wo Anthophyllit zusammen mit Ferro-Anthophyllit, Ferro-Gedrit, Ferro-Holmquistit, Ferro-Papikeit, Gedrit, Holmquistit, Natro-Anthophyllit, Natro-Ferro-Anthophyllit, Papikeit, Proto-Anthophyllit, Proto-Ferro-Anthophyllit und Proto-Ferro-Suenoit die Gruppe der „Orthorhombische Amphibole“ mit der Systemnummer VIII/F.12 bildet.
Die von der IMA zuletzt 2009 aktualisierte 9. Auflage der Strunz’schen Mineralsystematik ordnet den Anthophyllit in die erweiterte Klasse der „Silikate und Germanate“, dort aber ebenfalls in die Abteilung der „Ketten- und Bandsilikate“ ein. Diese ist allerdings weiter unterteilt nach der Struktur der Kettenbildung. Das Mineral ist hier entsprechend seinem Aufbau in der Unterabteilung „Ketten- und Bandsilikate mit 2-periodischen Doppelketten, Si4O11; Amphibol-Familie, Klinoamphibole“ zu finden, wo es zusammen mit Cummingtonit, Klino-Ferro-Ferri-Holmquistit, Ferri-Pedrizit, Ferro-Anthophyllit, Ferro-Gedrit, Ferro-Holmquistit, Fluoro-Pedrizit, Gedrit, Grunerit, Holmquistit, Klino-Suenoit, Ferro-Ferri-Pedrizit, Ferro-Papikeit, Proto-Anthophyllit, Proto-Ferro-Anthophyllit und Proto-Ferro-Suenoit die „Mg,Fe,Mn-Klinoamphibolgruppe“ mit der Systemnummer 9.DE.05 bildet.
In der vorwiegend im englischen Sprachraum gebräuchlichen Systematik der Minerale nach Dana hat Anthophyllit die System- und Mineralnummer 66.01.02.02. Auch dies entspricht der Klasse der „Silikate“, dort aber der bereits feiner unterteilten Abteilung „Kettensilikate: Doppelte unverzweigte Ketten, W=2“. Hier findet er sich innerhalb der Unterabteilung „Kettensilikate: Doppelte unverzweigte Ketten, W=2 Amphibol-Konfiguration“ in einer unbenannten Gruppe mit der Systemnummer 66.01.02, in der auch Lobanovit, Proto-Anthophyllit, Ferro-Anthophyllit, Proto-Ferro-Anthophyllit, Proto-Ferro-Suenoit, Gedrit, Ferro-Gedrit, Ferro-Papikeit, Papikeit, Holmquistit und Ferro-Holmquistit eingeordnet sind.

## Chemismus
In der idealisierten chemischen Zusammensetzung (Endgliedformel von Anthophyllit (☐Mg2Mg5Si8O22(OH)2) besteht das Mineral im Verhältnis aus je 7 Anteilen Magnesium (Mg), 8 Anteilen Silicium (Si), 24 Anteilen Sauerstoff (O) und 2 Anteilen Wasserstoff (H).
Bei natürlichen Anthophylliten kann die Zusammensetzung allerdings je nach Bildungsbedingungen mehr oder weniger schwanken, das heißt geringe Anteile der Hauptelemente durch Fremdelemente ersetzt sein. So ermittelten E. M. Walitzi, F. Walter und K. Ettinger bei der Analyse von Anthophyllitproben vom Ochsenkogel  in der Gleinalpe (Steiermark) in Österreich die empirische Formel (Na0,01Ca0,02Mg0,76Fe1,21)2[7](Mg4,95Fe0,03Mn0,02)5[6][(Si7,95Al0,05)8O22](OH)2. Magnesium ist hier also zum Teil durch Natrium, Calcium, Eisen und Mangan sowie Silicium zum Teil durch Aluminium vertreten.

## Kristallstruktur
Anthophyllit kristallisiert orthorhombisch in der Raumgruppe Pnma (Raumgruppen-Nr. 62) mit den Gitterparametern a = 18,544 Å; b = 18,026 Å und c = 5,282 Å sowie 4 Formeleinheiten pro Elementarzelle.
| Kristallstruktur von Anthophyllit |
| --- |
| - mit Blickrichtung parallel zur a-Achse - mit Blickrichtung parallel zur b-Achse - mit Blickrichtung parallel zur c-Achse - räumliche Darstellung in der kristallographischen Standardausrichtung |
| Farblegende: 0 _ Na 0 _ Ca 0 _ Mg 0 _ Fe 0 _ Mn 0 _ Si 0 _ Al 0 _ O |

## Eigenschaften
Vor dem Lötrohr wird Anthophyllit grünlichschwarz, verliert seinen Glanz und wird mürbe, schmilzt aber nicht. Die Boraxperle wird dabei nur wenig aufgelöst und färbt sich grünlichgelb oder lauchgrün bis olivgrün.

## Modifikationen und Varietäten

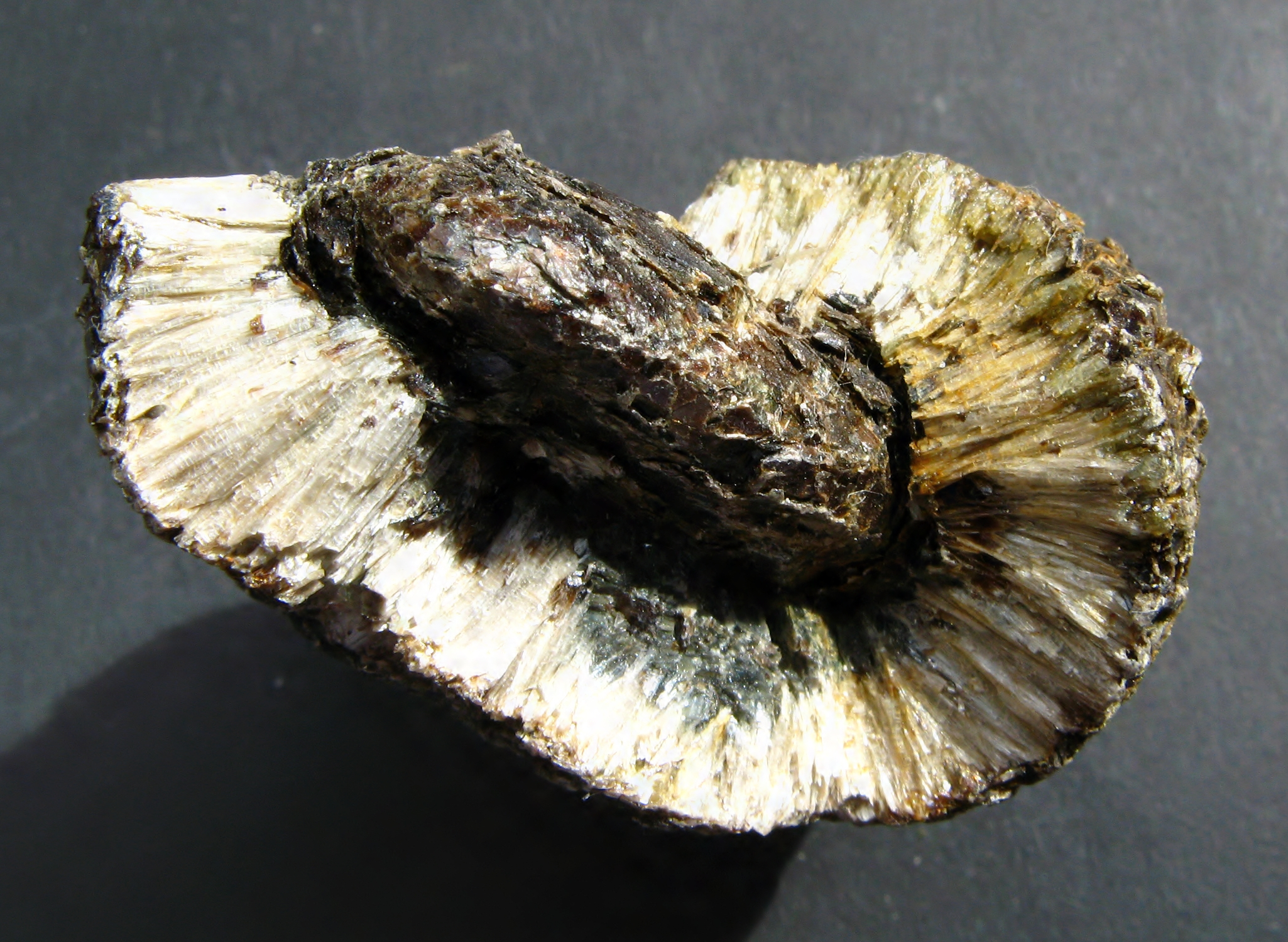
Hermanover Kugel mit Anthophyllit-Kruste (und Phlogopit-Kern) aus Heřmanov, Tschechien

Als Hermanover Kugel wird ein eiförmiges Mineral-Aggregat aus Phlogopit-Kern und Anthophyllit-Kruste aus Heřmanov in Tschechien bezeichnet.
Die Bezeichnung Kupfferit, benannt nach dem deutsch-baltischen Physiker, Mineralogen und Physikochemiker Adolph Theodor Kupffer, ist ein Synonym für zwei verschiedene Varietäten von Anthophyllit:
- Magnesio-Anthophyllit wurde von Allen and Clement erstbeschrieben und stellte sich bei späteren Analysen als magnesiumhaltige Varietät heraus[16]
- eine chromhaltige Varietät wurde erstmals von Koksarov beschrieben[17]

## Bildung und Fundorte
Anthophyllit bildet sich durch Kontakt- oder Regionalmetamorphose in Gneisen, Pegmatiten und Serpentiniten. Als Begleitminerale können unter anderem Cordierit, Gedrit, Magnesio-Cummingtonit (auch Magnesiocummingtonit, identisch mit Cummingtonit), Sillimanit, Staurolith, Talk sowie verschiedene Chlorite, Glimmer, Granate, Hornblenden (auch Calcium-Amphibole), Olivine und Plagioklase auftreten.
Als eher seltene Mineralbildung kann Anthophyllit an verschiedenen Orten zum Teil zwar reichlich vorhanden sein, insgesamt ist er jedoch wenig verbreitet. Weltweit sind bisher knapp 800 Vorkommen dokumentiert (Stand 2024). Bekannte Vorkommen sind neben seiner Typlokalität Kongsberg in Norwegen unter anderem das Gebiet um Bodenmais in Niederbayern (Deutschland) und die Oblast Swerdlowsk im russischen Föderationskreis Ural. Anthophyllitasbest-Lagerstätten kennt man aus Paakkila (Gemeinde Tuusniemi), Rikkavesi und Usinmäki in Finnland, Hamersley in Australien sowie die Sall Mountains in den US-Bundesstaaten Georgia und North Carolina.
Weitere Fundorte liegen unter anderem in Ägypten, der Antarktis, in Äthiopien, Bolivien, Brasilien, Burkina Faso, China, Frankreich, Grönland, Indien, Indonesien, Italien, Japan, Kanada, Kolumbien, Neuseeland, Österreich, Polen, Rumänien, Russland, Schweden, Schweiz, Simbabwe, Slowakei, Spanien, Südafrika, Tadschikistan, Taiwan, Tschechien, Ukraine, Ungarn und im Vereinigten Königreich.

## Verwendung

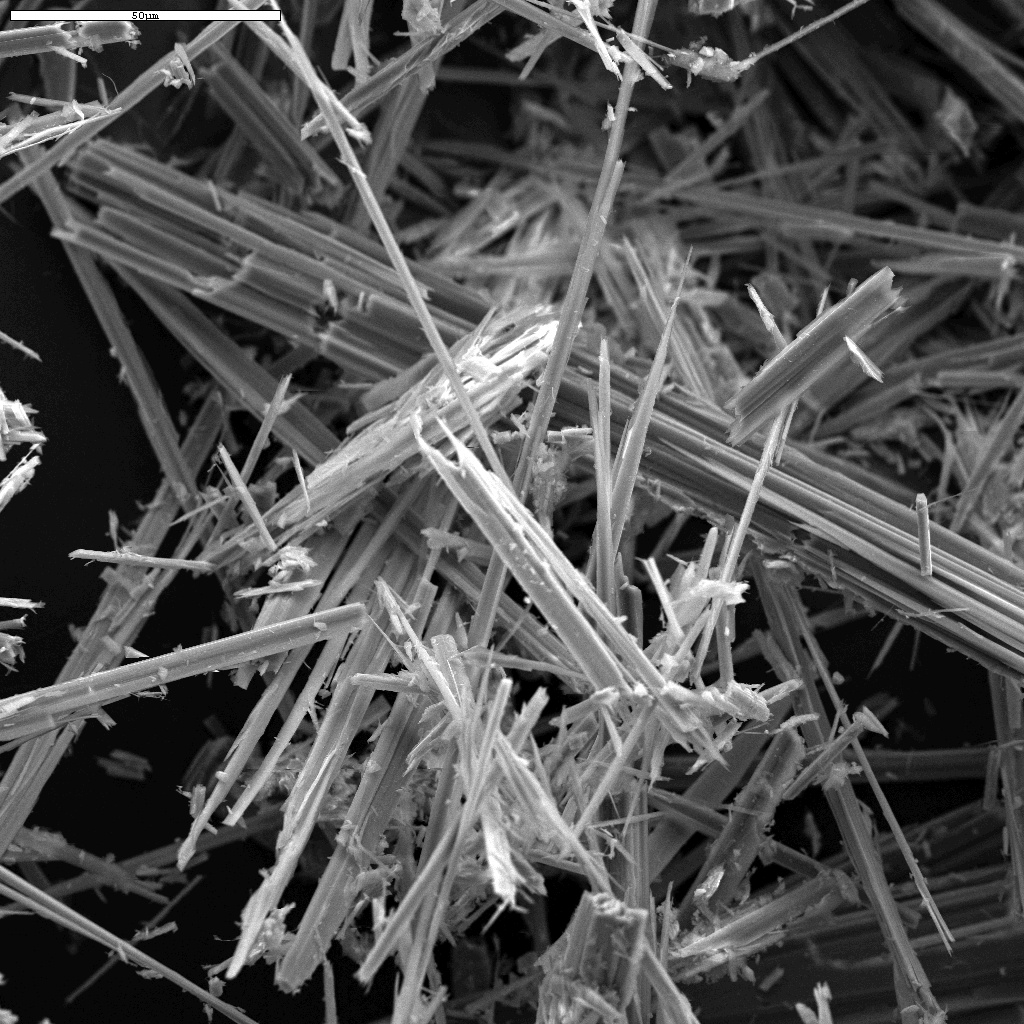
Amphibolasbestfasern (REM-Aufnahme)

Anthophyllit fand unter dem Namen Amphibolasbest Verwendung in der Bauindustrie (Asbestzement).
Als Asbestmineral gehört Anthophyllit (CAS-Nummer 77536-67-5) zu den gefährlichen Stoffen, deren Herstellung, Inverkehrbringen oder Verwendung in der EU nach Anhang XVII der REACH-Verordnung beschränkt beziehungsweise verboten ist.